# Binasu
Binasu war eine altorientalische Stadt oder ein Stadtstaat, der in der Mitte des 3. Jahrtausends v. Chr. florierte und bisher nur aus Keilschrifttexten aus Ebla bekannt ist. Im Palast von Ebla befand sich ein großes Archiv, dessen Texte viele Nachbarstaaten nennen. Ein Großteil von ihnen war bisher unbekannt. Binasu lag wahrscheinlich im Norden von Syrien, konnte bisher aber nicht genauer lokalisiert werden. In Binasu regierten Könige, aber auch Statthalter mit dem Titel lugal (in Ebla bedeutete dieser Titel nicht König, sondern Statthalter) sind bezeugt, von denen Amuti namentlich belegt ist. Es ist nicht geklärt, ob die Stadt unabhängig von Ebla war. In der Stadt wurde ein Teil des Rituals Ritual für den Tod einer Königin gefeiert. Dies deutet an, dass die Stadt abhängig war, da es sonst schwer nachzuvollziehen ist, dass ein Ritual aus Ebla in einer fremden Stadt gefeiert wurde.
Binasu produzierte Textilien und lieferte Getreide an den Palast in Ebla. Ebla sandte Weizen und Öl nach Binasu.